# فرودگاه اندرس میگول اسلزار مارکنو
فرودگاه اندرس میگول اسلزار مارکنو (به انگلیسی: Andrés Miguel Salazar Marcano Airport) (به زبان بومی: Aeropuerto Andrés Miguel Salazar Marcano) یک فرودگاه همگانی است که یک باند فرود آسفالت دارد و طول باند آن ۱۲۰۰ متر است. این فرودگاه در کشور ونزوئلا قرار دارد و در ارتفاع ۳ متری از سطح دریا واقع شده است.

## شرکت‌های هواپیمایی و مقصدهای پروازی
| شرکت‌های هواپیمایی | مقصدهای پروازی    |
| ----------------- | ----------------- |
| Yuri Air          | خوزه تادئو مناگاس |